# Breedbeeld (film)

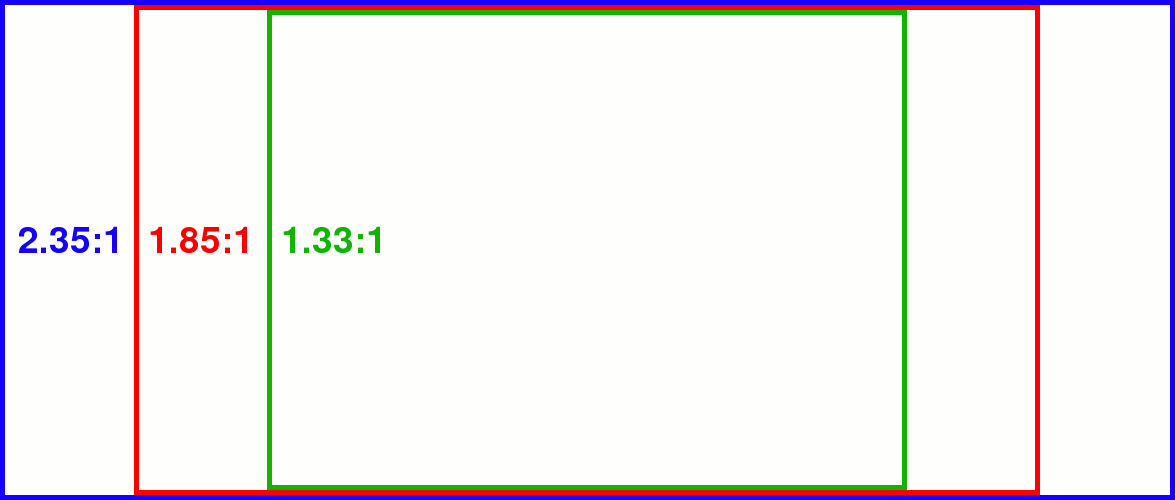
Verhoudingen zoals gebruikt in de filmwereld

Breedbeeld verwijst in de filmindustrie naar filmstroken van 35 millimeter breedte zoals die voor bioscoopfilms worden gebruikt. Zo'n strook verschilt niet van de kleinbeeldfilms die door fotografen worden gebruikt, afgezien van de lengte en het feit dat bij film de beeldjes meestal dwars op de film staan en bij kleinbeeldfotografie in de lengterichting. De film loopt meestal verticaal door de camera en de projector. De gebruikelijke beeldverhouding is 1:1,37.
De opkomst van de televisie was reden om naar bredere beeldformaten te zoeken, zodat de bioscoop met de televisie kon concurreren. Enkele breedbeeldsystemen staan hieronder.

## Cinerama
Cinerama is een breedbeeldfilmsysteem geïntroduceerd in 1952. De opname geschiedt met drie camera's en dus drie filmstroken. De beelden worden door synchroon lopende projectoren, die in aparte cabines zijn opgesteld, naast elkaar op een gebogen doek geprojecteerd. De stralen van de projector kruisen elkaar, dus de projector die linksachter in de zaal staat, straalt op het rechterdeel van het doek. De scheidingen tussen de drie beelden zijn zichtbaar maar niet hinderlijk. Een vierde band dient voor het geluid. Beeldverhouding 1:2,77.
Omdat dit systeem een speciaal uitgeruste bioscoop nodig heeft, wordt het niet vaak toegepast.

## CinemaScope/Panavision
Cinemascope (later verdrongen door Panavision) werd geïntroduceerd in 1953. Het systeem gebruikt een anamorfotisch objectief dat het beeld bij opname horizontaal samendrukt en bij projectie weer uitrekt. Er kan dus een normale filmstrook (35 mm) worden gebruikt. De beeldverhouding is 1:2,35.

## Wide Screen
De hoogte van het beeld wordt verminderd. Beeldverhoudingen: 1:1,66 (Continental Widescreen), 1:1,75 en 1:1,85.

## VistaVision
VistaVision werd geïntroduceerd in 1954. De film loopt hierbij horizontaal door de projector, zodat op een standaardfilm (35 mm) een breder beeld mogelijk is. Dit wordt voor projectie gekopieerd naar Wide Screen of CinemaScope.

## Todd-AO
Todd-AO is een 70mm-filmformaat geïntroduceerd in of rond 1955. De beeldverhouding is 1:2,20.

## Ultra Panavision 70
Ultra Panavision 70 is hetzelfde als CinemaScope, maar met een filmbreedte van 70 mm. De beeldverhouding is 1:2,75.

## Variform
Bij Variform wordt de brandpuntsafstand van de projector tijdens de vertoning naar behoefte aangepast, zodat er, afhankelijk van de scène, grote en kleine beelden worden geprojecteerd.

## Cinetarium
Voor Cinetarium wordt de camera omhoog gericht en boven de camera wordt een spiegelende bol gehangen. De projectie geschiedt via een spiegelende bol op een koepelvormig scherm.